# Sunseeker I
Sunseeker I — лёгкий солнечный самолёт.
Сконструирован Эриком Реймондом (Eric Raymond). Он начал работу по созданию аппарата в 1986 году. В 1990 году сам изобретатель на построенном самолёте пересёк США, потратив на это 21 полёт и 121 час в воздухе. На его крыльях были установлены солнечные батареи, и встроенные аккумуляторы. Электромотор который использовался для привода винта, имел мощность 2,5 лошадиные силы.